# 特什納德
特什納德是羅馬尼亞的城鎮，位於該國西北部，距離首府薩圖馬雷41公里，由薩圖馬雷縣負責管轄，面積96.60平方公里，海拔高度194米，2009年人口9,382，約一半居民信奉東正教。